# Gideoni Monteiro
Gideoni Monteiro Rodrigues (* 2. September 1989 in Groaíras) ist ein ehemaliger brasilianischer Radsportler, der Rennen auf Bahn und Straße bestritt.

## Sportliche Laufbahn
2012 wurde Gideoni Monteiro Panamerikameister in der Einerverfolgung, mit dem brasilianischen Vierer errang er die Silbermedaille. Bei den Panamerikaspielen 2015 in Toronto wurde er Dritter im Omnium.
2016 wurde Monteiro für die Teilnahme an den Olympischen Spielen in Rio de Janeiro zum Start im Omnium nominiert. Er war im Juli 2016 der erste Radsportler, der die Radrennbahn im Rio Olympic Velodrome offiziell befahren durfte. Bei den Spielen belegte er im Omnium Rang 13.
Monteiro startete für den CDA FAB, einen Sportverein der brasilianischen Luftstreitkräfte, vergleichbar mit einem Sportsoldaten in Deutschland.

## Erfolge
2012
- Panamerikameister – Einerverfolgung
- Panamerikameisterschaft – Mannschaftsverfolgung (mit Leonardo Silva, Thiago Nardin und Armando Camargo)

2014
- Brasilianischer Meister – Omnium, Einerverfolgung

2015
- Panamerikaspiele – Omnium